# Republiek Duits-Oostenrijk
De Republiek Duits-Oostenrijk (Duits: Republik Deutschösterreich) was van 1918 tot 1919 de opvolger van het Oostenrijkse deel van Oostenrijk-Hongarije en de voorloper van de Eerste Oostenrijkse Republiek.

## Uitroepen van de republiek (1918)
Met het ineenstorten van het oude keizerrijk Oostenrijk-Hongarije werd op 21 oktober 1918 door de vertegenwoordigers van de Duits-georiënteerde parlementsleden een Voorlopige Nationale Vergadering gekozen. Onder de betrokken parlementsleden waren ook Sudeten-Duitsers, Zuid-Tirolers en inwoners van Zuid-Stiermarken. Zij kozen de vertegenwoordiger van de grootste fractie, Franz Dinghofer, tot president. Karl Renner werd voorlopig kanselier (functie van regeringsleider).
Op 11 november 1918 verklaarde keizer Karel I geen deel meer te zullen nemen aan staatsaangelegenheden. Hij trad dus niet af en vertrok met zijn gezin naar Zwitserland. 
De Voorlopige Nationale Vergadering nam de volgende dag, op 12 november, met beroep op het zelfbeschikkingsrecht der volkeren, de Wet op de Staats- en Regeringsvorm van Deutschösterreich aan, waarmee officieel een einde kwam aan de monarchie. De nieuwe republiek was 118.311 km² groot en had 10,37 miljoen inwoners. De oprichtingswet bestond uit twee artikelen. Het eerste omschreef de staat als democratisch en geweldloos. Het tweede artikel verklaarde dat Deutschösterreich onderdeel vormde van de Duitse Republiek, dus van Duitsland zelf.

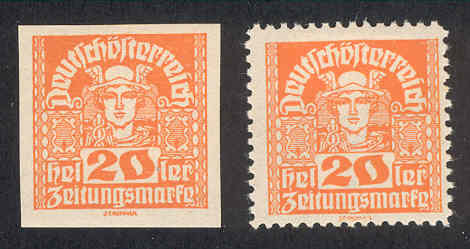
Postzegel uit 1920

## Provincies
Bij wet van 22 november 1918 legde de nationale vergadering de volgende provincies vast, waarbij de meerderheid van de bevolking Duitstalig was. Het voormalige kroonland Tirol-Vorarlberg werd gesplitst, omdat een groot gedeelte van de bevolking in eerste instantie liever bij Zwitserland wilde horen.
1. Oberösterreich, 15.162 km², 1,03 miljoen inwoners, voorheen "Österreich ob der Enns" (zonder Duits Zuid-Bohemen), 99,7% Duitstalig, 0,2% Tsjechisch.
2. Niederösterreich, 22.048 km², 3,72 miljoen inwoners, voorheen "Österreich unter der Enns", 95,5% Duitstalig, 3,7% Tsjechisch, 0,1% anderstalig.
3. Deutschböhmen, 14.496 km², 2,23 miljoen inwoners, onder wie 2,07 miljoen Duitstalig en 116.275 Tsjechen.
4. Sudetenland, 6534 km², 678.880 inwoners, onder wie 643.804 Duitstalig, 25.028 Tsjechen en 5200 Polen.
5. Steiermark, 22.426 km², 1,44 miljoen inwoners, onder wie 70,5% Duitstalig en 29,5% Slovenen.
6. Salzburg, 7153 km², 214.997 inwoners, onder wie 99,7% Duitstalig.
7. Kärnten, 10.327 km², 394.735 inwoners, onder wie 78,6% Duitstalig en 21,4% Slovenen.
8. Deutschtirol, 20.047 km², 1,09 miljoen inwoners, onder wie 839.000 Duitstalig, 20.000 Ladiner en 3000 Italiaanstalig.
9. Vorarlberg, 2602 km², 145.794 inwoners, onder wie 95% Duitstalig en 5% Italiaanstalig.

Daarnaast werden drie taal-enclaves toegevoegd aan de nieuwe staat die gelegen waren in Bohemen. In deze gebieden woonden 155.700 Duitstaligen en 66.600 Tsjechischtaligen.
1. Iglau (Jihlava)
2. Olmütz (Olomouc)
3. Brünn (Brno)

Het gebied dat nu bekendstaat als Burgenland hoorde in eerste instantie niet bij het nieuwe Oostenrijk. Hier werden echter enkele bloedige grensconflicten uitgevochten. Uiteindelijk besloot de bevolking dat ze bij Oostenrijk wilden horen in plaats van bij Hongarije.

## Verdrag van Saint-Germain
Op 10 september 1919 tekende staatskanselier Karl Renner het Verdrag van Saint-Germain. Dit hield onder andere de vaststelling van de staatsgrenzen in en een verbod op het samenvoegen van Oostenrijk en Duitsland. Ook de naam Deutschösterreich werd taboe verklaard. Op 21 oktober werd het verdrag door de volksvertegenwoordiging in Wenen geratificeerd en werd de staatsinrichting aangepast. De Eerste Oostenrijkse Republiek ontstond. Oostenrijk kon conform het verdrag geen aanspraak meer maken op grote delen van het grondgebied, die aan nieuwe staten als Tsjecho-Slowakije, Joegoslavië en Italië werden gegeven.